# Бирсенешть (Бакеу)
Бирсенешть, Бирсенешті (рум. Bârsănești) — село у повіті Бакеу в Румунії. Входить до складу комуни Бирсенешть.
Село розташоване на відстані 215 км на північ від Бухареста, 31 км на південний захід від Бакеу, 113 км на південний захід від Ясс, 144 км на північний захід від Галаца, 112 км на північний схід від Брашова.

## Населення
За даними перепису населення 2002 року у селі проживали 1832 особи.
Національний склад населення села:
| Національність | Кількість осіб | Відсоток |
| -------------- | -------------- | -------- |
| румуни         | 1817           | 99,2%    |
| угорці         | 9              | 0,5%     |

Рідною мовою назвали:
| Мова      | Кількість осіб | Відсоток |
| --------- | -------------- | -------- |
| румунську | 1823           | 99,5%    |
| угорську  | 9              | 0,5%     |

## Відомі уродженці
- Василе Пушкашу (1956) — борець вільного стилю, срібний та дворазовий бронзовий призер чемпіонатів світу, срібний та дворазовий бронзовий призер чемпіонатів Європи, чемпіон та бронзовий Олімпійських ігор. Перший і наразі єдиний[4] румунський олімпійський чемпіон з вільної боротьби.[5]